# Болотня (Львовская область)
Боло́тня (укр. Болотня) — село в Перемышлянской городской общине Львовского района Львовской области Украины.
Население по переписи 2001 года составляло 679 человек. Занимает площадь 2.990 км². Почтовый индекс — 81261. Телефонный код — 3263.

## Достопримечательности
Рядом с селом расположен одноимённый могильник I века нашей эры.